# Włodzimierz Zubow

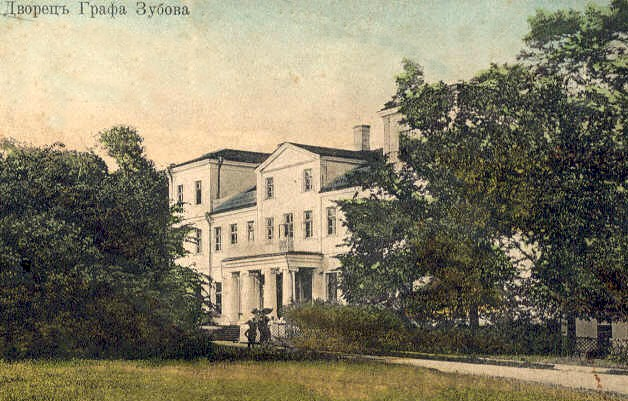
pałac Zubowów w Szawlach

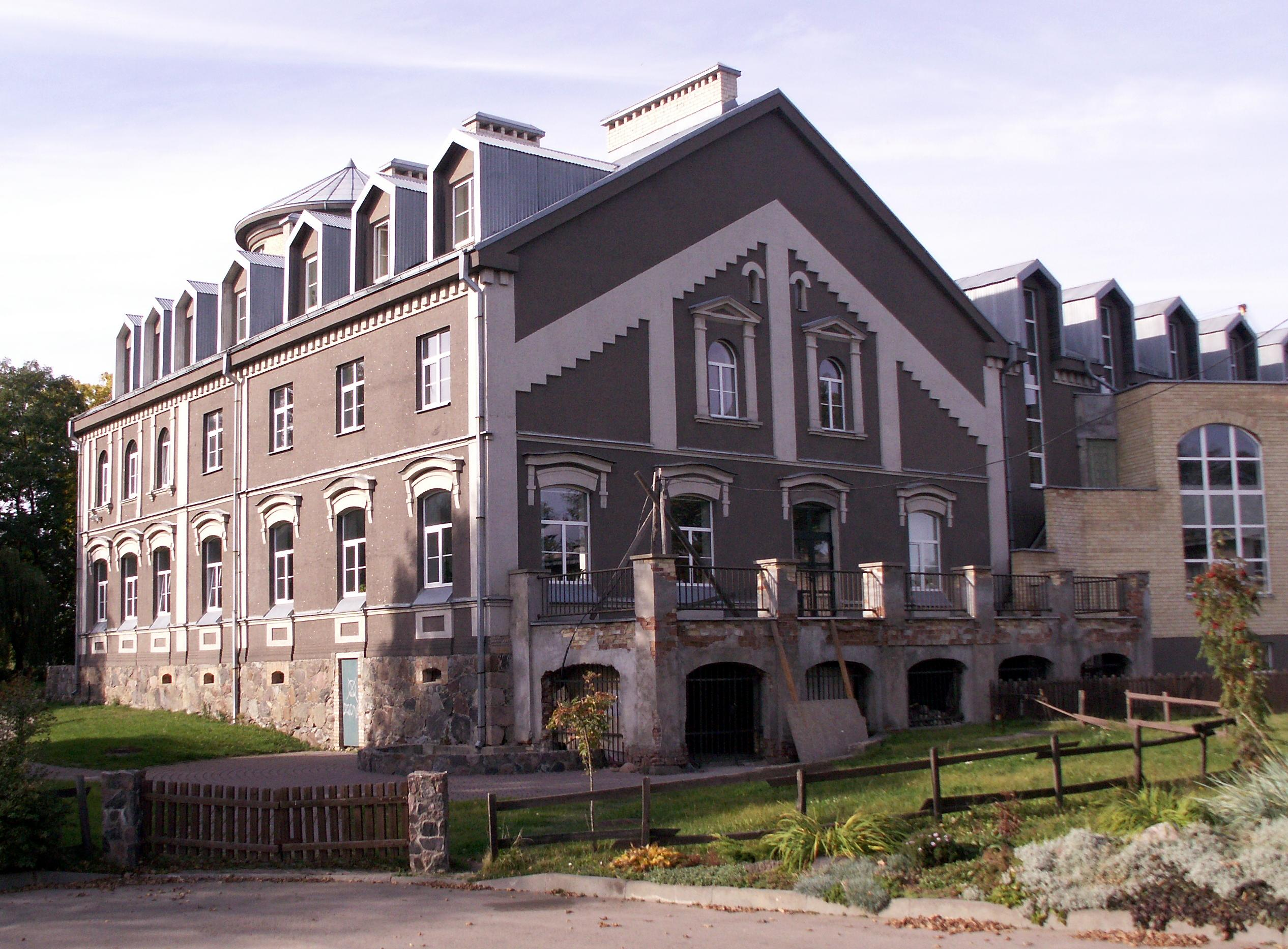
dwór w Ginkūnai w 2007 roku

Włodzimierz Zubow (litew. Vladimiras Zubovas) (ur. 13 lutego 1862 w Szawlach, zm. 23 grudnia 1933 w Agluonai) – bezpośredni spadkobierca Płatona Zubowa, który po rozbiorach Rzeczypospolitej Obojga Narodów otrzymał ekonomię w Szawlach, dworzanin, rewolucjonista, agronom, kolporter prasy litewskiej, osoba publiczna, hrabia.
Najstarszy syn Nikołaja i Aleksandry Zubowych, brat Dimitrija Zubowa. Mąż Zofii Billewicz-Zubowej i Wiery Uszakowej-Bielskiej-Zubowej. Ojciec Aleksandry Fledžinskienė i Władimira Zubowa, zięcia Sofji Kymantaitė-Čiurlionienė.

## Życiorys

### Lata młodości i edukacja
W latach 1876–1881 uczył się w gimnazjum w Szawlach. W 1886 roku ukończył Petersburski Uniwersytet Państwowy, na którym studiował chemię i był uczniem samego Mendelejwa. Podczas studiów spotkał Zofię Billewicz, pierwszą Litwinkę, która uzyskała wykształcenie wyższe. Zofia pochodziła z Rosień, a jej matka z dworu w Klišiai. Są to ci sami Billewicze, z których wywodziła się Maria Piłsudska, matka Józefa Piłsudskiego.
W Sankt Petersburgu dołączył do organizacji rewolucjonistów rosyjskich Narodnaja Wola i komitetu centralnego partii Proletariat. Jego celem było porzucenie rodzinnego tytułu hrabiowskiego, działanie w podziemiu rewolucyjnym i obalenie caratu. Jednakże wkrótce odwrócił się od tej idei, ponieważ stwierdził, że byłoby bardziej korzystne dla ruchu rewolucyjnego, gdyby wspierał go materialnie, poza tym pozycja hrabiego nadawała mu większy autorytet wśród ludności.
W 1884 r. wziął ślub z Zofią Billewicz. Ojciec pozwolił mu udać się do Cesarstwa Niemieckiego, by na Uniwersytecie Marcina Lutra w Halle i Wittenberdze studiować weterynarię. Od 1890 r. osiadł w Ginkūnai i zaczął uprawiać ziemię. Wykorzystywał wiedzę z dziedziny agronomii zdobytą w Niemczech. Razem z żoną zbudowali nowy pałac, rozpoczęli hodowlę zwierząt, zainwestowali w krowy mleczne. Dwór w Ginkūnai stał się ważnym ośrodkiem gospodarczym i kulturalnym. Odrestaurowany i przebudowany dworek w Lepšiai nazwał Aleksandria na cześć swojej matki Aleksandry.

### Działalność społeczna
Zofia i Władimir Zubow zakładali litewskie szkoły. Pierwsza potajemnie utworzona szkoła w 1896 r. znajdowała się w Ginkūnai (W 1933 r. otrzymała imię Władimira i Zofii Zubow). Od 1900 r. założyli i objęli opieką również szkoły w Naisiai, Gubernija, Dabinkai, Medemrodė. Oficjalnym językiem zakładanych szkół był rosyjski, ale potajemnie nauczano w nich po litewsku. Od 1905 r. w szkołach Zubowa oficjalny język nauczania zmieniono na litewski. Zofia osobiście nadzorowała pracę w szkołach, prowadziła lekcje przyrody i często wygłaszała publiczne wykłady dla dorosłych. Władimir Zubow przyczynił się do rozpowszechniania prasy litewskiej podczas trwającego zakazu carskiego na drukowanie za pomocą alfabetu łacińskiego. Aktywnie wspierał litewskie odrodzenie narodowe. W magazynach posiadłości Gubernija przechowywano i dystrybutowano przesyłki gazet „Varpas”, „Ūkininkas”, „Naujienos”, „Darbininkų balsas”.
W 1898 r. z bratem Dimitrijem przekazał cegły i część ziemi dworskiej na budowę żeńskiego gimnazjum w Szawlach. W 1900 r. utworzył związek bibliotek publicznych i był jego przewodnikiem. Na drugim piętrze w jednym ze swoich dworów otworzył bibliotekę i wyposażył ją w książki z archiwum ekonomii szawelskiej. Wydawca z Sankt Petersburga P. Popow podarował Zubowowi 2000 książek na uposażenie nowo otwartej biblioteki. W 1913 r. biblioteka posiadała już 9270 woluminów i w ciągu roku odwiedziło ją 8-9 tysięcy czytelników.
12 czerwca 1904 r. w Kajrach odbyło się największe zgromadzenie litewskich działaczy oświaty. Przewodził mu Zubow i brali w nim udział zarządca dworski Vincas Janavičius, Zofia Zubow, 300 litewskich intelektualistów takich jak: Jonas Jablonskis, Juozas Ambrozaitis, Vladas Putvinskis, Marija Pečkauskaitė, ksiądz Juozas Tumas-Vaižgantas, Povilas Višinskis, mnóstwo uczniów i studentów. Gdy zebrani byli zajęci oglądaniem litewskiej sztuki, na piętrze dworu odbyło się polityczne zebranie, na którym zostały omówione sposoby walki z administracją carską w Imperium Rosyjskim.
Zubow wspierał również kongres kleru litewskiego, który został zorganizowany przez Litewską Partię Demokratyczną. Uczestniczyli w nim Povilas Višinskis, Andrius Bulota, Felicija Bortkevičienė, Antanas Smetona i inne znane osobistości.
W 1905 r. w dworze Zubowów odbył się kongres młodzieżowego ruchu socjaldemokratycznego „Dragaus”, którego założycielem był Vincas Mickevičius-Kapsukas. W latach 1904–1914 Władimir Zubow wspierał finansowo Litewską Partię Socjaldemokratyczną, jej prasę i koszty jej publikacji. W swoim dworze utworzył również bibliotekę dla uczniów gimnazjum w Szawlach. Wspierał rewolucjonistów, posiadał specjalny fundusz na ich rozprawy sądowe.
21 sierpnia 1907 r. spółka prowadzona przez Władimira Zubowa, Jonasa Vileišisa i Stasysa Matulaitisa przejęła gazetę Vilniaus žinios wydawaną w Wilnie. W 1908 r. Zubow został jednym z twórców związku literatów, dramaturgów i muzyków „Varpas”. Uczestniczył w przedstawieniach teatralnych organizowanych przez ten związek.
W 1911 r. małżeństwo Zofii i Władimira rozpadło się po 26 latach współżycia. Zofia z córką i rodziną Fledžinskich nadal mieszkała w Ginkūnai, a Władimir z drugą żoną Werą Uszakową-Bielską mieszkał w dworze Medemrodė w Agluonai. W 1914 r. w swoim dworze Medemrodė ukrywał Vincasa Mickevičius-Kapsukasa, który zbiegł z zesłania na Syberii. Pomógł mu wyjechać do Tylży, a stamtąd do Zakopanego.
Jak wiele innych mieszkańców Litwy podczas I wojny światowej udał się w głąb Rosji i zamieszkał w Sankt Petersburgu. 11 grudnia 1916 r. założył i został przewodniczącym stowarzyszenia uchodźców „Grūdas”.
W latach 1916–1917 był redaktorem utworzonej przez siebie socjalistyczno-rewolucyjnej gazety „Naujoji Lietuva”. Często zamieszczał w niej swoje artykuły, które zachęcały Litwinów do powrotu do kraju i zarządzania nim. Jeszcze podczas okupacji niemieckiej Litwy przeszedł na emeryturę i osiadł w swoim dworze Medemrodė w Agluonai. Szybko usunął zniszczenia spowodowane wojną i wyruszył na podróże po Żmudzi, podczas których sprawdzał jak można naukowo i opłacalnie zarządzać na Litwie.
W 1921 r. dworek wraz z biblioteką został przekazany miastu Szawle, gdzie później powołano Seminarium Nauczycieli Szawelskich (obecnie budynek należy do Uniwersytetu Szawelskiego). Uczestniczył w tworzeniu towarzystwa „Žiburėlis”, czasopisma „Kultūra”, spółek konsumenckich i produkcyjnych.